# Chiesa di Sant'Antonio Abate (Val di Zoldo)
La chiesa di Sant'Antonio Abate è la parrocchiale di Forno di Zoldo, frazione del comune sparso di Val di Zoldo, in provincia di Belluno e diocesi di Belluno-Feltre; fa parte della convergenza foraniale di Longarone-Zoldo-Alpago-Ponte nelle Alpi.

## Storia
La primitiva cappella di Forno di Zoldo, filiale della pieve di San Floriano, sorse precedentemente al 1454 e la cura d'anime era gestita dalla confraternita dei Battuti.
Nel 1619 la chiesa venne interessata da un intervento di rifacimento che ne mutò l'aspetto; all'inizio del XIX secolo, a causa dei decreti napoleonici, la confraternita dei Battuti fu soppressa e la chiesa venne privata dei suoi benefici.
Durante il primo conflitto mondiale l'edificio subì dei danni che furono quindi sanati nel dopoguerra; il 10 luglio 1936 la chiesa fu eretta a parrocchiale con decreto del vescovo di Feltre e Belluno Giosuè Cattarossi. Negli anni ottanta si provvide poi al restauro dei dipinti che adornano la facciata.

## Descrizione

### Esterno
La facciata a capanna della chiesa, che volge a nordovest, presenta al centro il portale d'ingresso, sormontato dal rosone, ed è abbellita da alcuni affreschi risalenti al XVIII secolo che ritraggono dei Battuti inginocchiati sotto il mantello della Vergine, assieme ai Santi Antonio abate, Antonio di Padova con il Bambino, Rocco e Bartolomeo.
Originariamente la chiesa disponeva di un piccolo campanile posto sopra la sommitá del tetto sopra la facciata a nord-ovest. Annesso alla parrocchiale è il campanile a base quadrata edificato negli anni '70 del secolo scorso da Don Arnaldo, la cui cella presenta una monofora per lato ed è coronata dalla guglia che s'imposta su quattro piccoli timpani.

### Interno
All'interno dell'edificio si conservano diverse opere pregevoli, tra le quali l'altare maggiore, costruito da Jacopo Costantini e impreziosito da un'ancona caratterizzata dalle raffigurazioni dei Santi Antonio abate, Carlo Borromeo e Macario e del Cristo risorto e dalla statua con soggetto Sant'Antonio da Padova, la pala ritraente Sant'Antonio da Padova in adorazione del Bambino Gesù, dipinta da Nicolò de Barpi, le tre statue dei Santi Silvestro, Floriano e Bartolomeo, collocate sull'altare di San Bartolomeo, il tabernacolo, realizzato da Giovanni Paolo Gamba Zampol, l'altare laterale di Sant'Antonio da Padova, costruito nel 1667 da Giovanni Auregne.